# Multrees Walk
Multrees Walk is een winkelgebied in Edinburgh, Schotland.
Het werd in 2003 gebouwd als onderdeel van een grotere herinrichting van het stadscentrum. Het verbindt St Andrew Square met St James Quarter en aan beide kanten zijn meerdere designer winkels die kleding, kunst en andere luxeproducten verkopen. Het warenhuis Harvey Nichols is de belangrijkste winkel in de ontwikkeling en heeft de hoofdingang aan St Andrew Square en een kleinere ingang aan Multrees Walk.
Multrees Walk, Harvey Nichols en het busstation van Edinburgh zijn allemaal ontworpen door de CDA Group uit Edinburgh. Het busstation ligt onder Multrees Walk en kan worden bereikt met roltrappen vanaf St Andrew Square of met een helling vanaf Elder Street. Aan de voorzijde van Harvey Nichols ligt een tramhalte van de Edinburgh Trams, St Andrew Square.

## Lijst van winkels
- Burberry
- Canada Goose
- Castle Fine Art
- Genesis
- Harvey Nichols
- Johnstons of Elgin
- LK Bennett
- Louis Vuitton
- Max Mara
- Michael Kors
- Mulberry
- Strathberry
- Swarovski
- The Whisky Shop